# Shijie (Guangde)
Shijie (chinesisch 誓節鎮 / 誓节镇, Pinyin Shìjié Zhèn) ist eine Großgemeinde im Westen der kreisfreien Stadt Guangde in der Provinz Anhui, Volksrepublik China. Shijie hat eine Fläche von 342 km² und 76532 Einwohner (Ende 2017). Neben Granit wird dort vor allem Fluorit abgebaut; auf dem Gebiet der Großgemeinde gibt es die größten Vorkommen von hochqualitativem Fluorit in der Provinz Anhui. 7 km südlich der Stadt liegt der Raketenstartplatz Guangde (广德火箭发射场), auch bekannt als „Basis 603“ (603基地), von wo die Chinesische Akademie der Wissenschaften 1960–1966 Höhenforschungsraketen, zum Teil mit Versuchstieren, auf suborbitale Flüge schickte.

## Geschichte
Der Ort verdankt seine Existenz einer Furt (im Sommer Fährstelle), die dort über den Fluss Tongrui (桐汭河) führt und ist daher seit der Tang-Dynastie unter der Bezeichnung „Shijiedu“ (誓节渡), also „Shijie-Übergang“ bekannt. Ende der Qing-Dynastie und zu Anfang der Republik wurden dort mehrmals Holzbrücken gebaut, die aber immer wieder vom Hochwasser weggerissen wurden. 1932 wurde dort aus großen Flößen eine für Kraftfahrzeuge geeignete Pontonbrücke gebaut, um die Lücke in der Verbindungsstraße von Xuancheng nach Changxing in Zhejiang (die heutige Nationalstraße G318) zu schließen. 1933 wurde die Pontonbrücke durch eine 96 m lange Holzbrücke mit einer Tragkraft von 5 Tonnen ersetzt, die allerdings 1938 während des Antijapanischen Krieges von der Kuomintang-Regierung abgebrannt wurde, um den Vormarsch der Japaner zu verlangsamen. Heute führt neben der Autobahnbrücke aus dem Jahr 1996 auch eine im September 1953 dem Verkehr übergebene und mehrmals erneuerte innerörtliche Straßenbrücke sowie eine Eisenbahnbrücke über den Fluss.

## Administrative Gliederung
Die Großgemeinde Shijie setzt sich aus 18 Dörfern sowie dem alten Ortskern mit den Einwohnergemeinschaften Paifang und Ruancun am westlichen bzw. östlichen Ufer des Tongrui zusammen:
| Einwohnergemeinschaft Paifang (牌坊社区), Regierungssitz der Großgemeinde; Einwohnergemeinschaft Ruancun (阮村社区); Dorf Dongchong (东冲村); Dorf Dongxing (东兴村); Dorf Hongqiao (洪桥村); Dorf Hongying (红应村); Dorf Huagu (花鼓村); Dorf Lülin (绿林村); Dorf Maolin (茆林村); Dorf Qita (七塔村); | Dorf Shengli (胜利村); Dorf Shigu (石鼓村); Dorf Sucun (苏村村); Dorf Wuchong (巫冲村); Dorf Wusha (坞沙村); Dorf Xiangsheng (向胜村); Dorf Yanggan (杨杆村); Dorf Yangke (杨柯村); Dorf Yingshan (莹山村); Dorf Yufeng (余枫村). |